# Čajnik
Čajnik je posuda za namakanje listova čaja ili biljne mješavine u kipućoj ili gotovo kipućoj vodi i za posluživanje dobivene tekućine – čaja. Osušeni listići čaja dostupni su ili u čajnim vrećicama ili u rinfuzi; u potonjem se slučaju za zadržavanje listova u čajniku tijekom točenja čaja ili namakanja mogu upotrijebiti cjedila za čaj. Čajnici uglavnom imaju otvor s poklopcem na vrhu u koji se stavljaju suhi listići čaja i vruća voda, dršku i kljun iz kojeg se izlijeva čaj. Neki čajnici u kljun imaju ugrađeno cjedilo. Poklopci često imaju manju rupu za zrak da tijekom izlijevanja čaj ne bi prskao ili curio iz kljuna. U suvremeno se doba može upotrijebiti i posebna navlaka koja izolira toplinu; njome se može ubrzati namakanje ili spriječiti prebrzo hlađenje sadržaja u čajniku.

## Povijest
Čajnik je osmišljen u Kini tijekom dinastije Yuan. Vjerojatno je tad bio izrađen od keramičkih kotlića i vinskih posuda, koji su tad izrađivani od bronce i ostalih metala i koji su tisućama godina bili dio kineske kulture. Prethodne kineske dinastije tijekom pripreme čaja nisu upotrebljavale čajnike. Tijekom dinastije Tang za kuhanje mljevenog čaja upotrebljavao se kotao, a čaj se posluživao u zdjelama. Tijekom dinastije Song čaj se pripremao tako da se kipuća voda iz kotlića izlila u zdjelu s mljevenim listovima čaja. Potom se za miješanje čaja upotrebljavao kist. Pisani dokaz o postojanju čajnika pojavljuje se u tekstu Jiyuan Conghua iz dinastije Yuan, u kojem se opisuje čajnik koji je autor teksta, Cai Shizhan, kupio od učenjaka Sun Daominga. U vrijeme dinastije Ming čajnici su se nalazili diljem Kine. Najstariji čajnik koji je očuvan do danas nalazi se u muzeju Flagstaff House Museum of Teaware; procjenjuje se da je nastao 1513. i autorstvo se pripisuje osobi imena Gongchun.
Rani čajnici poput onih koji se i dalje upotrebljavaju u suvremenim ritualima gongfu maleni su prema zapadnjačkim standardima. U njima je veći omjer listova i vode, što kuharu omogućuje veću kontrolu nad različitim oblicima kuhanja i stvaranje nekoliko manjih čajeva. Poslije kuhanja čaj bi se izlio u posebnu posudu i potom utočio u manje šalice nekoliko osoba koje piju, nakon čega bi se ponovno kuhao. Takvim su se kuhanjem čaja stvarali različiti okusi.
Tradicionalno kinesko posuđe za čaj uglavnom se izrađivalo od gline s područja oko grada Yixinga. Takav se oblik gline nije glazirao, zbog čega je glina s vremenom mogla upiti okus kuhanih čajeva i pojačati okus naknadnih čajeva. Određene osobe koje sudjeluju u ritualu gongfu vlastite neglazirane posude upotrebljavaju za posebne vrste čajeva, a katkad i posebne inačice.
Od kraja 17. stoljeća čaj se počeo izvoziti iz Kine u Europu kao dio izvoza egzotičnih začina i luksuznih dobara. Brodovi koji su prenosili čaj također su prenosili i čajnike od porculana. Podglazura većine tih čajnika bila je plave i bijele boje. Iako je porculan bio potpuno ostakljen, morska ga voda nije mogla oštetiti, pa su čajnici stajali ispod palube, a sam se čaj prevozio iznad nje da bi ostao suh.
U Europi su u početku čaj pili samo pripadnici viših društvenih slojeva zbog njegove skupoće. Čajnici od porculana bili su pogotovo poželjni jer se porculan tad još nije proizvodio u Europi. Tek je 1708. Ehrenfried Walther von Tschirnhaus osmislio način stvaranja porculana u njemačkom gradu Dresdenu i dvije godine poslije pokrenuo je tvrtku Meissen. Kad su europske grnčarije počele proizvoditi vlastito posuđe za čaj, bile su nadahnute kineskim posuđem.
U kolonijalnoj je Americi Boston postao središte za proizvodnju srebra i umjetnost. Među brojnim bostonskim umjetnicima postojale su četiri veće obitelji na tržištu srebra: Edwards, Revere, Burt i Hurd. Među njihovim se umjetničkim djelima nalaze i srebrni čajnici.

## Zadržavanje topline
Da bi čajnici ostali vrući nakon kuhanja prvog čaja, rana su se engleska kućanstva služila posebnom jastučastom navlakom koja se navlačila na čajnik. Početkom 20. stoljeća često je bila ukrašena čipkom ili motivima brvnare, a u suvremeno je doba navlaka ponovno ušla u uporabu nakon ponovne konzumacije mljevenih listova čaja.

## Curenje
Kod nekih čajnika dolazi do sporog curenja tijekom kojeg mlaz teče niz vanjski dio kljuna, pogotovo na početku ili kraju izlijevanja. Ta se pojava u različito doba objašnjavala na različite načine. Ako se vanjska površina kljuna prilagodi tako da bude više hidrofobična i ako se smanji polumjer zakrivljenosti, može se izbjeći curenje.

## Marokanski čajnik
U Maroku su za pripremu marokanskog čaja od mente nužni čajnici od nehrđajućeg čelika. Marokanski su čajnici otporni na toplinu i mogu se staviti izravno na štednjak. Dio su marokanskog rituala ispijanja čaja uz raznobojne čajne šalice. Dizajn im može biti minimalistički ili iznimno ukrašen.

## U kontekstima nevezanim za kuhanje čaja
Čajnik ima istaknut oblik i katkad je poznat po stvarima koje nemaju veze s njegovom glavnom svrhom.
- Čajnik iz Utaha standardni je referentni objekt u računalnoj grafici i po svojoj je popularnosti usporediv s izrazom "Hello, World". Pojavljuje se kao temeljni grafički oblik u mnogim aplikacijama za grafički dizajn, među kojima su AutoCAD, POV-Ray, OpenGL, Direct3D i 3ds Max.
- Russellov čajnik jest analogija koju je osmislio Bertrand Russell kojom se napadaju religijske tvrdnje za koje se ne može dokazati da su lažne, tijekom čega ih se uspoređuje s istoimenim čajnikom. Taj je koncept nadahnuo naslov albuma Flying Teapot francusko-britanskog rock sastava Gong iz 1973.
- Čajnik se nalazi u američkoj pjesmi za djecu "I'm a Little Teapot" iz 1939.
- Na korejskom području čajnik se često upotrebljava kao posuda u kojoj se poslužuju različita vina.
- Dio zviježđa Strijelca sastoji se od asterizma (odnosno niza zvijezda koji se službeno ne smatra zviježđem) koji nalikuje čajniku.
- Hans Christian Andersen napisao je bajku koja se zove Čajnik.

### U arhitekturi
- Godine 2004. malezijski je kult Sky Kingdom izradio gotovo 11 metara visok čajnik krem boje neobično duga kljuna, koji je viši od samog čajnika i dio je privatna simbolizma[8] koje pokriva i gotovo jednako veliku plavu vazu pored čajnika. Tijekom suzbijanja te sekte u kolovozu 2005. buldožeri i veći strojevi srušili su ta zdanja.
- Najveći arhitektonski čajnik na svijetu navodno se nalazi u Zapadnoj Virginiji. Godine 1938. William "Babe" Devon izradio je "čajnik iz Chestera". U početku se radilo o velikoj bačvi izrađenoj za reklamnu kampanju piva Hires Root Beer. Devon je kupio tu bačvu u Pennsylvaniji i prenio je u Chester u Zapadnoj Virginiji, gdje je postavljena na raskršću cesta State Route 2 i U.S. Route 30. Tada su dodani kljun i drška, a drvena je bačva prekrivena aluminijem da bi se stvorio oblik čajnika. Na vrh je postavljena velika staklena kugla koja je predstavljala čvor na "poklopcu". Taj se čajnik nalazio pred Devonovom grnčarijom. Lokalni su tinejdžeri prodavali suvenire na ograđenom mjestu za prodaju koje se nalazilo unutar čajnika.
- Benzinska postaja Teapot Dome Service Station nalazi se u gradu Zillahu u Washingtonu. Sagrađena je 1922. kao četiri i pol metra visok čajnik. Dizajnirana je kao šala koja je aludirala na tadašnji skandal Teapot Dome. Premještena je nekoliko puta i više nije aktivna benzinska postaja.[9]

## Vanjske poveznice

### Sestrinski projekti
|  | Zajednički poslužitelj ima još gradiva o temi Čajnici |

### Mrežna mjesta
- Kratka povijest čajnika Muzeja Stoke-on-Trent  Arhivirana inačica izvorne stranice od 19. svibnja 2017. (Wayback Machine)
- Engleski čajnici – njihovo podrijetlo i vrste
- Čajnici u Britanskom muzeju
- Čajnici u Muzeju umjetnosti Metropolitan